# Pilsdon
Pilsdon is een civil parish in het bestuurlijke gebied West Dorset, in het Engelse graafschap Dorset. In 2001 telde het dorp 49 inwoners. Pilsdon komt in het Domesday Book (1086) voor als 'Pilesdone'.